# Adam Webster
Adam Harry Webster (Chichester, 4 gennaio 1995) è un calciatore inglese, difensore del Brighton.

## Carriera

### Club
Cresciuto nel settore giovanile del Portsmouth, ha esordito in prima squadra il 14 gennaio 2012, nella partita di campionato persa per 0-1 contro il West Ham. Dopo aver trascorso una stagione in prestito con l'Aldershot Town, il 6 giugno 2016 viene ceduto a titolo definitivo all'Ipswich Town, con cui firma un triennale. Il 1º luglio 2018 viene acquistato dal Bristol City per 4 milioni di €. Un anno dopo, il 3 agosto 2019 si trasferisce al Brighton per una cifra intorno ai 22 milioni di €.

### Nazionale
Ha giocato nelle nazionali giovanili inglesi Under-18 ed Under-19.

## Statistiche

### Presenze e reti nei club
Statistiche aggiornate al 19 febbraio 2024.
| Stagione            | Squadra             | Campionato          | Campionato | Campionato | Coppe nazionali | Coppe nazionali | Coppe nazionali | Coppe continentali | Coppe continentali | Coppe continentali | Altre coppe | Altre coppe | Altre coppe | Totale | Totale | Totale |
| Stagione            | Squadra             | Comp                | Pres       | Reti       | Comp            | Pres            | Reti            | Comp               | Pres               | Reti               | Comp        | Pres        | Reti        | Pres   | Reti   |        |
| ------------------- | ------------------- | ------------------- | ---------- | ---------- | --------------- | --------------- | --------------- | ------------------ | ------------------ | ------------------ | ----------- | ----------- | ----------- | ------ | ------ | ------ |
| 2011-2012           | Portsmouth          | FLC                 | 3          | 0          | FACup+CdL       | 0               | 0               | -                  | -                  | -                  | -           | -           | -           | 3      | 0      |        |
| 2012-2013           | Portsmouth          | FL1                 | 18         | 0          | FACup+CdL       | 1+1             | 0               | -                  | -                  | -                  | FLT         | 1           | 0           | 21     | 0      |        |
| 2013-apr. 2014      | Aldershot Town      | NL                  | 24         | 0          | FACup+CdL       | 0               | 0               | -                  | -                  | -                  | FLT         | 4           | 0           | 28     | 0      |        |
| apr.-mag. 2014      | Portsmouth          | FL2                 | 4          | 2          | FACup+CdL       | -               | -               | -                  | -                  | -                  | FLT         | -           | -           | 4      | 2      |        |
| 2014-2015           | Portsmouth          | FL2                 | 15         | 1          | FACup+CdL       | 0+2             | 0               | -                  | -                  | -                  | FLT         | 1           | 0           | 18     | 1      |        |
| 2015-2016           | Portsmouth          | FL2                 | 27         | 2          | FACup+CdL       | 5+2             | 0               | -                  | -                  | -                  | FLT         | 1           | 0           | 35     | 2      |        |
| Totale Portsmouth   | Totale Portsmouth   | Totale Portsmouth   | 67         | 5          |                 | 11              | 0               |                    | -                  | -                  |             | 3           | 0           | 81     | 5      |        |
| 2016-2017           | Ipswich Town        | FLC                 | 23         | 1          | FACup+CdL       | 1+0             | 0               | -                  | -                  | -                  | -           | -           | -           | 24     | 1      |        |
| 2017-2018           | Ipswich Town        | FLC                 | 28         | 0          | FACup+CdL       | 0+1             | 0               | -                  | -                  | -                  | -           | -           | -           | 29     | 0      |        |
| Totale Ipswich Town | Totale Ipswich Town | Totale Ipswich Town | 51         | 1          |                 | 2               | 0               |                    | -                  | -                  |             | -           | -           | 53     | 1      |        |
| 2018-2019           | Bristol City        | FLC                 | 44         | 3          | FACup+CdL       | 2+1             | 0               | -                  | -                  | -                  | -           | -           | -           | 47     | 3      |        |
| 2019-2020           | Brighton            | PL                  | 31         | 3          | FACup+CdL       | 1+1             | 0               | -                  | -                  | -                  | -           | -           | -           | 33     | 3      |        |
| 2020-2021           | Brighton            | PL                  | 29         | 1          | FACup+CdL       | 2+0             | 0               | -                  | -                  | -                  | -           | -           | -           | 31     | 1      |        |
| 2021-2022           | Brighton            | PL                  | 22         | 2          | FACup+CdL       | 1+1             | 0+1             | -                  | -                  | -                  | -           | -           | -           | 24     | 3      |        |
| 2022-2023           | Brighton            | PL                  | 27         | 1          | FACup+CdL       | 4+1             | 0+0             | -                  | -                  | -                  | -           | -           | -           | 32     | 1      |        |
| 2023-2024           | Brighton            | PL                  | 9          | 0          | FACup+CdL       | 2+0             | 0+0             | UEL                | 1                  | 0                  | -           | -           | -           | 12     | 0      |        |
| Totale Brighton     | Totale Brighton     | Totale Brighton     | 118        | 7          |                 | 16              | 1               |                    | 1                  | 0                  |             | -           | -           | 135    | 8      |        |
| Totale carriera     | Totale carriera     | Totale carriera     | 304        | 16         |                 | 32              | 1               |                    | 1                  | 0                  |             | 7           | 0           | 344    | 17     |        |